# Platyxanthoides
Platyxanthoides là một chi bọ cánh cứng trong họ Chrysomelidae.
Chi này được miêu tả khoa học năm 1933 bởi Laboissiere.

## Các loài
Các loài trong chi này gồm:
- Platyxanthoides insularis (Gressitt & Kimoto, 1963)
- Platyxanthoides magenta (Gressitt & Kimoto, 1963)
- Platyxanthoides variceps Laboissiere, 1933